# جورج بیتس (بازیکن فوتبال اهل انگلستان)
جورج بیتس (انگلیسی: George Bates; ۲۱ نوامبر ۱۹۲۳ – ژانویهٔ ۱۹۹۵) بازیکن فوتبال اهل بریتانیا بود.
از باشگاه‌هایی که در آن بازی کرده‌است می‌توان به باشگاه فوتبال شفیلد ونزدی، باشگاه فوتبال دارلینگتون، باشگاه فوتبال لینکولن سیتی، باشگاه فوتبال گینزبورو ترینیتی، و باشگاه فوتبال بوستون یونایتد اشاره کرد.